# 十三式艦上攻擊機
十三式艦上攻擊機是三菱重工委託英國工程師研製的雙翼艦載魚雷/水平轟炸機，此機確立了日本海軍艦上攻擊機為三人座機，此機由於輕快靈活，故除了日本海軍，日本民間也有採用

## 基本資料
- 乘員:3人(駕駛，投彈手和後部機槍手)
- 機長:10.13米
- 翼展:14.78米
- 機高:3.52米
- 空重:1,750公斤
- 最重:2,900公斤
- 最快速度:198公里/小時
- 飛行時間:5小時
- 昇限:4,500米
- 發動機:水冷式發動機(650匹馬力)
- 武裝:機頭一挺7.7毫米口徑機槍+機後一挺7.7毫米口徑機槍+500公斤炸彈或魚雷

## 實戰

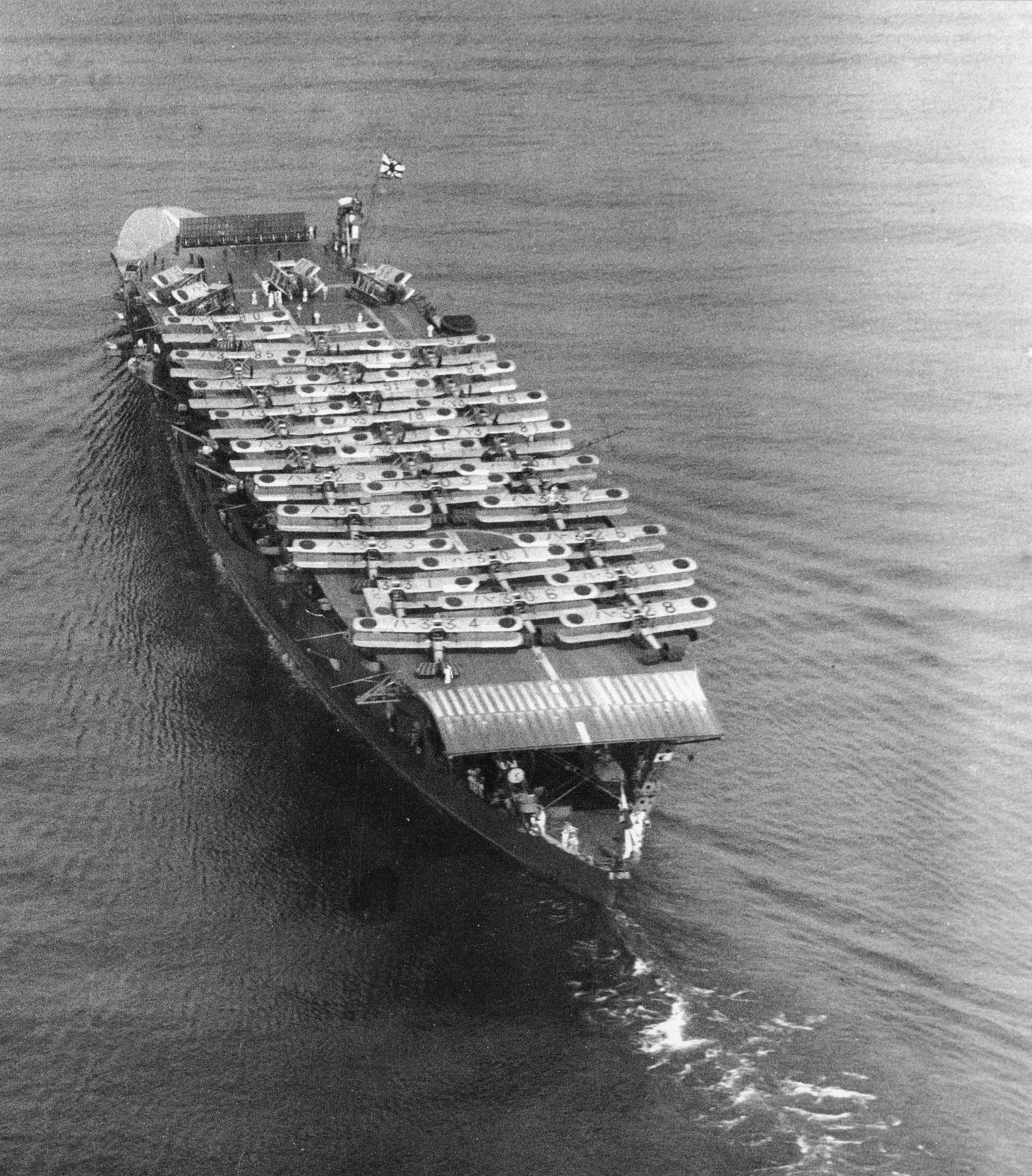
1934年10月15日，日本帝国海军“赤城”号航空母舰驶离大阪。甲板上有八九式舰上战斗机和十三式舰上战斗机。

1932年一二八上海事變，日本派出鳳翔號和加賀號兩艘航空母艦到上海參戰，2月5日，兩艘航空母艦派出十三式艦上攻擊機在三式艦上戰鬥機的護航下轟炸上海，2月22日在蘇州上空，美國飛行員蕭特駕駛著波音P-12戰鬥機遇上三架日軍三式艦上戰鬥機和三架十三式艦上攻擊機，蕭特的P-12輕易避開日軍三式艦戰的攻擊並把一架十三艦攻的機長打死和打傷後部機槍手，但蕭特最後也被日軍三式艦上戰鬥機擊落身亡

## 使用國家
- 日本